# طارق مبارك طاهر
طارق مبارك طاهر (بالإنجليزية: Tareq Mubarak Taher) (مواليد 1 ديسمبر 1986 باسم دينيس كيبكوروي سانغ) عداء مسافات متوسطة بحريني الجنسية كيني المولد متخصص في سباق 3000 متر موانع. أفضل وقت شخصي هو 8:06.13 دقيقة وهو أيضا الرقم القياسي البحريني حققه في 13 يوليو 2009 في سباق الجائزة الكبرى بأثينا.

## التألق في بطولات ألعاب القوى الدولية
قرر طارق الهجرة من كينيا إلى البحرين في 1 يناير 2005. شارك في بطولة العالم للعدو الريفي 2005 حيث حل تاسعا في سباق الناشئين.
شارك في وقت لاحق في بطولة العالم للشباب لألعاب القوى 2005 في مراكش بالمغرب حيث فاز بسباق 2000 متر موانع. ترك طارق التصدر في السباق للآخرين حتى الأمتار الأخيرة عندما تخطى الجميع ليفوز بالسباق بزمن قدره 5:23.95 دقيقة محطما الرقم القياسي العالمي للشباب السابق.

## جدل الهوية
سرعان ما ظهرت تساؤلات حول هوية طارق. استفان جولاي أمين عام الاتحاد الدولي لألعاب القوى سأل عيسى كيبلاغات رئيس الاتحاد الكيني لألعاب القوى تسليط الضوء على هذه القضية. ولد في كينيا تحت اسم مختلف وقيل أن هويته تم تغييرها عند انتقاله إلى البحرين من أجل المشاركة في بطولات الشباب الدولية. وفقا لصحيفة إيست أفريكا ستاندارد أفريقيا فإن طارق من المفترض تغلب على إليود كيبشوج في سباق اختراق الضاحية المحلي للشباب في عام 2001. قال كيبلاغات: «لقد أخبرت الاتحاد الدولي لألعاب القوى أن العداءان قاما بالغش فعلا ولكن ليس لدينا دليل».
قام طارق باستبدال اسمه السابق باسم عربي عند وصوله إلى البحرين وظل تاريخ ميلاده موضوع تحقيق في العامين التاليين. طبقا للوثائق البحرينية الرسمية فقد ولد طارق في 1 ديسمبر 1989 باسم دينيس سانغ. تاريخ الميلاد المزعوم جعله مؤهلا للمشاركة في بطولة العالم للشباب 2005 والمشاركة في البطولة مفتوحة للرياضيين الذين تتراوح أعمارهم بين سبعة عشر وأقل. ومع ذلك فإن الاتحاد الكيني لألعاب القوى والاتحاد الدولي لألعاب القوى مصممان على أن طارق مولود باسم دنيس كيبكوروي كيتر في 24 مارس 1984. لو صح ادعائهما فإن طارق كان يبلغ من العمر الحادية والعشرين عند المشاركة في بطولة العالم للشباب وبالتالي فيتوجب استبعاده.

## استئناف المسيرة الرياضية
بينما كانت التحقيقات جارية عن عمره فقد سمح لطارق بمواصلة مشواره على مستوى الشباب والكبار. بعد ثلاثة أسابيع من بطولة العالم للشباب حقق المركز الخامس عشر في سباق 3000 متر موانع في بطولة العالم لألعاب القوى 2005. خلال موسمي 2005 و2006 فقد حصل على الميدالية الفضية في بطولة آسيا لألعاب القوى داخل الصالات 2006 في باتايا بينما حل حادي عشرا بطولة العالم لألعاب القوى داخل الصالات 2006 في موسكو في سباق 3000 متر بسبب عدم إقامة سباق 3000 متر موانع داخل الصالات. افتتح عام 2006 بالمشاركة في بطولات الهواء الطلق من خلال سباق الناشئين في بطولة العالم لاختراق الضاحية حيث حل تاسع عشرا بينما ساعد منتخب البحرين في احتلال المركز الخامس في منافسات الفرق.
في بطولة العالم للناشئين لألعاب القوى 2006 في بكين حصل طارق على الميدالية الفضية في سباق الموانع بعد أن عبر حاجز المياه الأخير جنبا إلى جنب مع الكيني ويلي كومن ولكن الأخير انطلق بعيدا ليحصل على الميدالية الذهبية بزمن قدره 8:14.00 دقيقة بينما حقق طارق زمن قدره 8:16.64 دقيقة.
وفي الوقت نفسه وفي نفس المدينة رفعت دعوى التلاعب في السن في اجتماع الاتحاد الدولي لألعاب القوى. التحقيق لم يخلص إلى نتيجة ولكن أفيد أن هناك «شكوك قوية من التلاعب بالعمر». قرر لمين دياك رئيس الاتحاد الكيني لألعاب القوى رفع الموضوع إلى مستوى حكومة كينيا بعرض القضية للنقاش مع ماينا كاماندا الوزير الكيني للجنس والرياضة والثقافة والخدمات الاجتماعية. تم فتح حالات أخرى لرياضيين ولدوا في كينيا ثم هاجروا إلى البحرين مثل بلال منصور علي وآدم إسماعيل خميس. بالإضافة إلى ذلك أفاد اجتماع الاتحاد الدولي لألعاب القوى أن عداء المسافات الطويلة الكيني توماس بكيمي لونغوسيوا ثبت عليه تزوير سنه للمشاركة في سباق الناشئين في بطولة العالم لاختراق الضاحية 2006.
نحو نهاية الموسم حل طارق عاشرا في سباق 3000 متر موانع في نهائي ألعاب القوى العالمي 2006 في شتوتغارت. تم اختياره بعد ذلك لتمثيل آسيا في كأس العالم لألعاب القوى حيث حل ثامنا في سباق 3000 متر. عزز موقعه في سباق الموانع الآسيوية عندما فاز بالميدالية الذهبية في دورة الألعاب الآسيوية 2006 في الدوحة. وكان بطل العالم سيف سعيد شاهين القطري الجنسية الكيني المولد قد غاب عن الدورة بسبب الإصابة.

## التحقيقات حول العمر
خلصت تحقيقات الاتحاد الدولي لألعاب القوى في عام 2007 بتقديم تقرير بالنتائج في اجتماع المجلس الذي عقد بالتزامن مع بطولة العالم لاختراق الضاحية 2007 في مومباسا.
ثبت تزوير طارق لسنه. وفقا للاتحاد الدولي لألعاب القوى فقد: «تبين أن اللاعب زور شهادة ميلاد من أجل الحصول على جواز سفر كيني واضعا عليه تاريخ 1 ديسمبر 1989 بأنه تاريخ مولده بينما تاريخ مولده الحقيقي هو 1 ديسمبر 1986». بالإضافة إلى ذلك تم العثور على اسمه السابق وهو دينيس كيبكوروي سانغ. في الوقت نفسه تمت تبرئة بلال منصور علي من نفس المزاعم في حين لم ينتهي التحقيق في حالة آدم إسماعيل خميس. طارق «ظل رابط الجأش قبل تجريده من ميداليته الذهبية».
أعلنت عقوبات طارق في أغسطس 2007. تم استبعاده وسحب الميداليات وإلغاء الأرقام القياسية التي حصل عليها في بطولة العالم للشباب عام 2005 وبطولة العالم لاختراق الضاحية 2007 وبطولة العالم للناشئين عام 2006. لم يتم استبعاده من بطولة العالم أو الألعاب الآسيوية أو بطولة العالم لاختراق الضاحية عام 2005 لكنه يحق للشباب المشاركة في بطولات الكبار. هذه العقوبات جاءت لصالح المغربي عبد الغني آيت باحمد الذي صعد من المركز الرابع إلى المركز الثالث وحصل على الميدالية البرونزية في بطولة العالم للشباب عام 2005 وبطولة العالم للناشئين عام 2006.
لا يزال غير معروف ما إذا كان تزوير الهوية كان من قبل طارق نفسه أو من قبل شخص آخر. من الممكن أن يواجه طارق عقوبة الإيقاف لمدة عامين مثل عقوبة تناول المنشطات للمرة الأولى.

## الأرقام الشخصية
أفضل أرقامه الشخصية هي:
- 1500 متر – 3:42.8 دقيقة (2006)
- 3000 متر – 7:50.31 دقيقة (2006)
- 3000 متر موانع – 8:06.13 دقيقة (2009) – وهو أيضا الرقم القياسي البحريني.

## روابط خارجية
- طارق مبارك طاهر على موقع الاتحاد الدولي لألعاب القوى (الإنجليزية)
- طارق مبارك طاهر على موقع الدوري الماسي (الإنجليزية)
- طارق مبارك طاهر على موقع أوليمبيديا (الإنجليزية)